# Raïon de Voranava
Le raïon de Voranava (en biélorusse : Воранаўскі раён, Voranawski raïon) ou raïon de Voronovo (en russe : Вороновский район, Voronovski raïon) est une subdivision de la voblast de Hrodna ou oblast de Grodno, en Biélorussie. Son centre administratif est la commune urbaine de Voranava.

## Géographie
Le raïon couvre une superficie de 1 418,39 km2, dans le nord de la voblast. Le raïon de Voranava est limité par la Lituanie au nord et à l'est, par le raïon d'Iwie au sud-est, par le raïon de Lida au sud et par le raïon de Chtchoutchyn à l'ouest.

## Histoire
Le raïon de Voranava a été créé le 15 janvier 1940 dans la voblast de Baranavitchy. Après avoir été occupé par l'Allemagne nazie de juin 1941 à juillet 1944, le raïon fut rétabli, puis rattaché à la voblast de Hrodna le 20 septembre 1944.

## Population

### Démographie
Les résultats des recensements de la population (*) font apparaître une diminution de la population du raïon, particulièrement rapide dans les années 1980 et durant les premières années du XXIe siècle.
| 1959*  | 1970*  | 1979*  | 1989*  | 1999*  | 2009*  |
| ------ | ------ | ------ | ------ | ------ | ------ |
| 49 213 | 48 943 | 45 621 | 38 671 | 37 621 | 30 477 |

### Nationalités
Selon les résultats du recensement de 2009, la population du raïon se composait de quatre nationalités principales :
- 80,77 % de Polonais ;
- 13,0 % de Biélorusses ;
- 3,02 % de Russes ;
- 1,55 % de Lituaniens.

### Langues
En 2009, la langue maternelle était le biélorusse pour 73,56 % des habitants du raïon de Voranava et le russe pour 14,99 %. Le biélorusse était parlé à la maison par 67,86 % de la population et le russe par 22,13 %.